# الجمعية الجغرافية السعودية
الجمعية الجغرافية السعودية؛ هي جمعية علمية - حكومية غير ربحية - متخصصة في علم الجغرافيا وتساهم في نشر المعرفة الجغرافية بين المتخصصين والطلاب  لتحقيق مجتمع تعليمي حيوي، وتاسست في 5 رمضان 1391هـ الموافق 24 اكتوبر 1971م في جامعة الملك سعود بمدينة الرياض برئاسة أ.د أسعد بن سليمان عبده، لتصبح جمعية وطنية تمثل المملكة العربية السعودية في الاتحاد الدولي الجغرافي (IGU) وفي الاتحاد الدولي للخرائط (ICA) في مجال علم  جغرافيا  2005.
 وتم عقد الجمعية العمومية الأولى للجمعية وتشكيل مجلس إدارتها بتاريخ 28 ربيع الاول 1405هـ الموافق 22 ديسمبر 1984م برئاسة أ.د. يحيى بن محمد شيخ ابوالخير.

## الرؤية
- التميز في تعميق وتوسيع المعرفة الجغرافية لدى المتخصصين وأفراد المجتمع، وتفعيل تطبيقاتها في الفضاء التنموي والبيئي والحضاري السعودي والدولي.

## الرسالة
تفعيل الخبرات الوطنية الجغرافية بما يسهم في التقدم العلمي الجغرافي وتحقيق التوازن البيئي والحضاري؛ وتدعيم الإسهامات المجتمعية والتنموية عبر الأنشطة التعليمية والبحثية والاستشارية والتدريبية في مختلف المجالات الجغرافية وتقنياتها؛ والإسهام في التطوير الذاتي لخبرات منسوبي الجمعية وتوسيع نطاق إسهاماتهم الفعلية وفق أعلى المعايير في إطار العقيدة الإسلامية والتراث العربي والإسلامي؛ وتعزيز قنوات التعاون والشراكة وطنياً وإقليمياً ودوليًا.

## قواعد النشر في مجلتها
- تُراعي البحوث التي ترغب بالنشر الأصالة العلمية وصحة الإخراج العلمي وسلامة اللغة
- يشترط في البحث المقدم للسلسلة ألا يكون قد سبق نشره
- تُرسل الأبحاث باسم رئيس هيئة تحرير السلسلة
- يُقجم البحث الأصل مطبوعاً بصيغة Word على ورق يبلغ حجمه A4
- يُرسل أصل البحث مع صورتين وملخص بحدود 250 كلمة باللغتين العربية والإنجليزية
- يراعى أن تقدم الأشكال مرسومة بالحبر الصيني على ورق كلك مقاس 13×18سم، وترفق أصول الأشكال بالبحث ولا تلصق على أماكنها
- تُرسل البحوث الصالحة للنشر والمختارة من قبل هيئة التحرير إلى محكمين اثنين-على الأقل- في مجال التخصص من داخل أو خارج المملكة قبل نشرها في السلسلة
- تقوم هيئة تحرير السلسلة بإبلاغ أصحاب البحوث بتاريخ تسليم أبحاثهم، وكذلك إبلاغهم بالقرار النهائي المتعلق بقبول البحث للنشر من عدمه مع إعادة الأبحاث الغير مقبولة إلى اصحابها
- يمنح كل باحث أو الباحث الرئيسي لمجموعة الباحثين المشتركين في البحث خمساً وعشرين نسخة من البحث المنشور.[4]

## المشاريع العلمية
- مشاريع منجزة
- الموسوعة الجغرافية للأماكن في المملكة العربية السعودية
- إنشاء معمل لإنتاج الخرائط
- إنتاج أفلام علمية
- مشاريع قيد الدراسة والمتابعة
- المرحلة الثانية للموسوعة الجغرافية للأماكن في المملكة العربية السعودية
- جائزة الملك سلمان الجغرافية
- موضوع أرض الجمعية
- مشروع إنشاء وحدات الدراسات الإسلامية في الجمعية الجغرافية السعودية
- تشكيل مجموعات تخصصية داخل الجمعية الجغرافية السعودية
- تشكيل لجنة للرحلات العلمية
- موضوع التعاون بين الجمعية الجغرافية السعودية وبعض المؤسسات العامة الحكومية ذات الصلة
- المجلة الجغرافية المحكمة.[5]

## أعضاء مجلس إدارة الجمعية الجغرافية السعودية
يتولى مجلس إدارة الجمعية الإشراف على جميع أنشطتها:
| الاسم                       | المنصب                                     |
| --------------------------- | ------------------------------------------ |
| د. علي بن عبدالله الدوسري   | رئيس الجمعية                               |
| أ. محمد بن أحمد الراشد      | نائب رئيس الجمعية                          |
| د. فهد بن عبد العزيز المطلق | أمين مال الجمعية الجغرافية السعودية        |
| د. سلطان بن عياد الحربي     | أمين مجلس إدارة الجمعية الجغرافية السعودية |
| د. بدر بن نايل العنزي       | عضو مجلس الإدارة                           |
| د. عنبره بنت خميس السعود    | عضو مجلس الإدارة                           |
| د. بشير بن عبيد الشمري      | عضو مجلس الإدارة                           |
| د. أمل بنت حسين آل مشيط     | عضو مجلس الإدارة                           |
| د. مها بنت عبدالله الضبيحي  | عضو مجلس الإدارة                           |